# Industrias del Transporte Automotor
Industrias del Transporte Automotor SRL war ein argentinischer Hersteller von Automobilen.

## Unternehmensgeschichte
Nilson Jose Bongiovanni und Eligio Oscar Bongiovanni gründeten 1960 das Unternehmen in Río Cuarto. Sie begannen mit der Produktion von Automobilen. Der Markenname lautete Zunder. Die Absatzplanungen beliefen sich auf 200 Fahrzeuge im ersten Jahr und 1600 Fahrzeuge im Jahr 1964. 1962 endete die Produktion. Andere Quellen geben die Bauzeit mit 1959 bis 1963 oder mit 1960 bis 1963 an. Insgesamt entstanden etwa 200 Fahrzeuge.

## Fahrzeuge
Das einzige Serienmodell war eine zweitürige, fünfsitzige Limousine der Mittelklasse. Die Basis bildete ein Rohrrahmen. Darauf wurde eine Karosserie aus Fiberglas montiert. Auffallend waren die vorderen und hinteren Panoramascheiben. Die vorderen Doppelscheinwerfer waren schräg übereinander angeordnet. Der Vierzylinder-Boxermotor wurde von Porsche bezogen. Er hatte 80 mm Bohrung, 74 mm Hub, 1488 cm³ Hubraum und 58 PS Leistung. Er war im Heck montiert und trieb die Hinterräder an. Bei einem Radstand von 240 cm waren die Fahrzeuge 432 cm lang, 154 cm breit und 149 cm hoch. Das Leergewicht war mit 880 kg angegeben.
Der Zunder Cupé von 1960 blieb ein Prototyp. Er hatte den gleichen Motor und ähnelte dem VW Karmann-Ghia als Coupé.
Seit 2016 ist ein Modellautomobil der Limousine im Maßstab 1:43 erhältlich.